# Uitzicht (single)
Uitzicht is een nummer van de Bakermat uit 2013.

## Hitnoteringen

### NederlandseSingle Top 100
| Hitnotering: 29-06-2013 t/m | Hitnotering: 29-06-2013 t/m | Hitnotering: 29-06-2013 t/m | Hitnotering: 29-06-2013 t/m | Hitnotering: 29-06-2013 t/m | Hitnotering: 29-06-2013 t/m | Hitnotering: 29-06-2013 t/m | Hitnotering: 29-06-2013 t/m | Hitnotering: 29-06-2013 t/m | Hitnotering: 29-06-2013 t/m | Hitnotering: 29-06-2013 t/m | Hitnotering: 29-06-2013 t/m | Hitnotering: 29-06-2013 t/m | Hitnotering: 29-06-2013 t/m | Hitnotering: 29-06-2013 t/m | Hitnotering: 29-06-2013 t/m | Hitnotering: 29-06-2013 t/m | Hitnotering: 29-06-2013 t/m | Hitnotering: 29-06-2013 t/m | Hitnotering: 29-06-2013 t/m | Hitnotering: 29-06-2013 t/m |
| Week:                       | 1                           | 2                           | 3                           | 4                           | 5                           | 6                           | 7                           | 8                           | 9                           | 10                          | 11                          | 12                          | 13                          | 14                          | 15                          | 16                          | 17                          | 18                          | 19                          | 20                          |
| --------------------------- | --------------------------- | --------------------------- | --------------------------- | --------------------------- | --------------------------- | --------------------------- | --------------------------- | --------------------------- | --------------------------- | --------------------------- | --------------------------- | --------------------------- | --------------------------- | --------------------------- | --------------------------- | --------------------------- | --------------------------- | --------------------------- | --------------------------- | --------------------------- |
| Positie:                    | 77                          | 70                          | 51                          | 59                          | 73                          | 93                          | 87                          | 99                          |                             |                             |                             |                             |                             |                             |                             |                             |                             |                             |                             |                             |